# География на Индонезия
Индонезия е държава в Югоизточна Азия, разположена на 17 508 острова от Малайския архипелаг, от които 992 са населени и западните части (провинция Ириан Джая) на остров Нова Гвинея. Площта ѝ е 1 904 570 km². Населението на страната към 1 януари 2018 г. е 267 670 000 души. Столица е град Джакарта.

## Географско положение, граници, големина, брегове
Индонезия е държава в Югоизточна Азия, заемаща части от Големите Зондски и Малките Зондски острови на Малайския архипелаг и западните части (провинция Ириан Джая) на остров Нова Гвинея. Страната е разположена в екваториалните ширини в зоната на мусонната циркулация на атмосферата. Приекваториалното и островно положение на Индонезия обуславят постоянният ѝ топъл климат. За моретата попадащи на нейна територия е характерна високата температура на водата (не по-ниска от 27°С), сезонната изменчивост на техните течения и разнообразието на морския животински свят. По суша Индонезия граничи с три държави: На остров Калимантан с Малайзия (дължина на границата 1380 km), на остров Тимор – с Източен Тимор (228 km) и на остров Нова Гвинея – с Папуа Нова Гвинея (840 km). Общата дължина на границите е 2448 km. Има морски граници с Малайзия, Сингапур и Филипините на север и Австралия на юг. В тези си граници заема площ от 1 904 570 km². Дължината от запад на изток е 5110 km, от север на юг – 1888 km. Дължината на бреговата линия на 17 508 острова е 27 400 km. Бреговете на островите ѝ са слабо разчленени и на много участъци трудно достъпни (високи скалисти обриви, мангрови гори, плитчини). Основните типове брегове са: високи и стръмни абразионни и ниски, плоски, заливани периодично от морските приливи, почти навсякъде заблатени. Удобните пристанища са малко.
Крайни точки:
- на север – остров Вех, в Андаманско море 5°54’26” с.ш.
- на юг – остров Ндана, в Тиморско море 11°00’28” Ю.ш.
- на запад – остров Брьоех, в Андаманско море 95°00’40” и.д.
- на изток – граница с Папуа Нова Гвинея 141°00’00” и.д.

## Природа

### Релеф
Над половината от територията на Индонезия е заета от средновисоки и ниски планини, а на остров Нова Гвинея се издигат планините Маоке с най-високата си точка връх Джая 4884 m. Почти цялата източна половина на страната до Макасарския проток и голяма част от нейните южни и югозападни периферии са заети от нагънати и вулканични планини, с дълбоко и силно разчленен релеф. От северозападната част на остров Суматра до остров Халмахера включително, на протежение около 5000 km, са разположени около 400 вулкана, в т.ч. около 80 действащи (Керинчи, 3800 m, Ринджани, 3726 m, Семеру, 3676 m и др.). Особено много вулкани има на остров Ява. Голяма част от остров Калимантан и островите Банка и Белитунг са заети от планини с меки и загладени форми. На обърнатите към вътрешните индонезийски морета части от островите Суматра, Ява, Калимантан и в западните части на остров Нова Гвинея са разположени алувиални равнини, достигащи обширни размери – за равнините на Източна Суматра до 1500 km, на юг и югозапад в Калимантан до 1000 km.

### Геоложки строеж, полезни изкопаеми
Голяма част от Индонезия се отнася към областите с кайнозийска тектогенеза, Североизточна Суматра и Югозападен Калимантан принадлежат към областите с мезозойска, а южната част на Нова Гвинея и островите Ару – към домезойската нагънатост. Тектонската активност е съхранена, за което свидетелстват интензивната вулканична дейност, повишената сеизмичност (наличие на дълбокофокусни земетресения) и големите аномалии в силата на тежестта. В геоложкия строеж на страната взимат участие метаморфните формации, палеозойските, мезозойските и палеоген-неогеновите ефузивно-седиментни наслаги с различен състав, а също и антропогенните вулканични образувания. Интрузивните скали с кисел, основен и ултраосновен състав имат мезозойска, кайнозойска и в по-малка степен палеозойска възраст. Характерните елементи в съвременната геоложка структура на Индонезия са островните дъги и свързаните с тях дълбоководни океански падини.
Нефтените находища на страната са свързани с неогеновите наслаги на островите Суматра, Ява, Калимантан, Сулавеси, Серам, Нова Гвинея; въглищата – в палеоген-неогеновите седименти в Суматра и Калимантан; железните латеритови руди – на Калимантан и Сулавеси; мангановите вулканогенно-седиментните руди – в палеогеновите наслаги на остров Ява; калаените руди – големите находища са свързани с мезозойските гранити на островите Банка, Белитунг, Синкеп и др.; алуминий – в латеритните боксити и бокситоподобните формации на остров Бинтан и др.; никел – в латеритните железни руди на Сулавеси. В пещерните образувания на остров Ява се добоват фосфорити.

### Климат
В по-голямата част от Индонезия климатът е екваториален, а в Източна Ява и на Малките Зондски острови – субекваториален. В низините средномесечните температури почти повсеместно са от 25°С до 27°С. В планините при общото понижение на температурата нищожната амплитуда на средномесечните температури от 3°С се запазва. На височина над 1500 m понякога се наблюдават и отрицателни температури. Районните климатични различия оказват влияние единствено на режима и сумата на валежите. В екваториалния климат валежите са обилни през всички месеци, като годишната им сума е от 2000 до 4000 mm. В субекваториалния климат е рязко изразено редуването да два сезона – дъждовен през лятото (ноември – април) и сух през зимата (май – октомври) (става въпрос за Южното полукълбо), като годишната сума на валежите е под 2000 mm. Този режим е свързан със сезонната смяна на екваториалните мусони. Валежите обикновено имат пороен характер и са съпроводени с гръмотевици, като средногодишното им число достига до 322 дни в град Богор на остров Ява.

### Води
Почти навсякъде, с изключение на югоизточните острови, реките на Индонезия образуват гъста речна мрежа и, като правило, са пълноводни целогодишно. На югоизток през зимата (май – октомври) някои пресъхват. В планинските райони на Калимантан и Западна Нова Гвинея на места са с бързеи и прагове. Най-големите реки са: Капуас (1143 km), Махакам (920 km), Барито (900 km) и Каян (578 km) на остров Калимантан; Хари (Джамби) (800 km), Муси (750 km) и Кампар (414 km) на остров Суматра; Мамберамо (1175 km), Дигул (853 km) и Пулау (403 km) на остров Нова Гвинея. Всички те носят огромно количество тинест материал, който се отлага в долните им течения. Вследствие на обилните наноси коритата на равнинните реки на много участъци са непостоянни. Най-голямото езеро в Индонезия е тоба (1103 km²), разположено в северозападната част на остров Суматра.

### Почви
Около 4/5 от площта на Индонезия (преди всичко в пределите на Големите Зондски острови и Нова Гвинея) е покрита с червено-жълти латеритни и планински латеритни почви на постоянно влажните гори. В равнините широко разпространение имат тропическите блатни (на Суматра и Калимантан) и латеритно-тинестите почви (в Нова Гвинея). В много участъци покрай ниските морски брегове са развити мангрови блатни почви. На югоизток преобладават червените латеритни почви в сезонно-влажните тропически гори и високотревистите савани и червено-кафявите почви в сухите савани.

### Растителност
Големи части от територията на страната – низините и склоновете на планините на височина до 1300 – 1500 m са покрити с влажни вечнозелени екваториални гори. Основните дървесни видове в този тип гори са фикуси, диптерокарпови (двукрилоплодни), расамала, пандануси, хлебно дърво, а също палми, дървовидни папрати, бамбук. В пояса между 1300 – 1500 m и 2600 – 3000 m са разпространени планински тропически гори, в които преобладават вечнозелените (вечнозелен дъб), широколистните (дъб, бук, кестен) и иглолистните (подокарпус) видове. Районите над 2600 – 3000 m са заети от дървета джуджета, планински храсти и пасища. На югоизток основните типове растителност са листопадните тропически гори (тиково дърво, казуарини) и савани (често като вторични формации) от треви аланг-аланг и дива захарна тръстика. По ниските, често заливани от приливите брегове, особено в Източна Суматра, в Западен и Източен Калимантан и в Нова Гвинея са развити мангрови гори.

### Животински свят
Голяма част от територията на Индонезия се отнася към Малайската подобласт на Индо-Малайската зоогеографска област, а западната част на Нова Гвинея, Молукските и някои от Малките Зондски острови (Тимор и др.) – към Папуаската подобласт на Австралийската зоогеографска област. Остров Сулавеси понякога се отделя в т.нар. Целебеска (Сулавеска) подобласт на Индо-Малайската област. Най-характерните животни в западната част на Индонезия са: маймуни – орангутанг (Калимантан, Суматра), гибони, тънкотели макаки, носорози – еднорог и двурог, слон, малайска мечка (Суматра и Калимантан), малайски тапир, (Суматра), говедо бантенг, фазан аргус, птица носорог, папагали, крокодили – гребенест (до 7 m) и др., змии – кобра, боа, малайски мрежест питон, големите гущери варани. За Източна Индонезия типични са двуутробните, особено кускуси (разпространени до Сулавеси включително), плодоядни прилепи, райски птици, папагали какаду. По цялата територия на страната са разпространени насекомите, отличаващи се с с големи размери и красива окраска (особено пеперудите). Характерно е обедняването на фауната в направление от запад на изток. Вътрешните води на Индонезия и околните морета са богати на риба. В тях обитават летящи риби, риба тон, риба меч, марлин, сардина, скумрия, а край бреговете – ярко украсени риби обитаващи кораловите рифове и др. Сред пресноводните риби най-разпространени са шарановите, сомовите, и лъчеперестите.

### Природни райони
Територията на Индонезия се поделя на два основни района:
- Екваториален район – с незначителни колебания в количеството на атмосферните валежи и вечнозелени гори, обхващащи по голямата част от страната;
- Субекваториален район – с резки сезонни колебания в количеството на валежите, саванни и листопадни гори и обхващат източната половина на Ява, югоизточните части на Сулавеси, Малките Зондски острови и част от Молукските острови.[1]